# Guernsey (Wyoming)
Guernsey es un pueblo ubicado en el condado de Platte en el estado estadounidense de Wyoming. En el año 2010 tenía una población de 1.147 habitantes y una densidad poblacional de 409.64 personas por km² .

## Geografía
Guernsey se encuentra ubicado en las coordenadas 42°15′57.4″N 104°44′33.29″O / 42.265944, -104.7425806. Según la Oficina del Censo, la localidad tiene un área total de 2,8 km² (1,1 mi²), de la cual 2,8 km² (1,1 mi²) es tierra y 0 km² (0 mi²) (0.0%) es agua.

### Localidades adyacentes
El siguiente diagrama muestra a las localidades en un radio de 60 kilómetros (37,3 mi) de Guernsey.

## Demografía
En el 2000 la renta per cápita promedia del hogar era de $30.758, y el ingreso promedio para una familia era de $38.958. El ingreso per cápita para la localidad era de $14.897. En 2000 los hombres tenían un ingreso per cápita de $37.778 contra $17.656 para las mujeres. Alrededor de 10.9% estaba bajo el umbral de pobreza nacional.